# Grünewald, Oberspreewald-Lausitz
Grünewald là một đô thị thuộc huyện Oberspreewald-Lausitz, bang Brandenburg, Đức.